# El Greco (film 2007)
El Greco – grecki film biograficzny z 2007 roku w reżyserii Janisa Smaragdisa, poświęcony malarzowi okresu manieryzmu Dominikosowi Theotokopulosowi, znanemu powszechnie jako El Greco.
W 2009 roku film otrzymał nagrodę filmową Goya za najlepsze kostiumy.

## Obsada
Źródło: Filmweb
- Nick Ashdon – El Greco
- Juan Diego Botto – Niño de Guevara
- Laia Marull – Jerónima de las Cuevas
- Lakis Lazopulos – Nicolos
- Dimitra Matsuka – Francesca
- Sotiris Mustakas – Tycjan
- Dina Konsta – Maid
- Jorgos Christodulu – Da Rimi
- Dimitris Kaliwokas – Chacon
- Jorgos Charalambidis – ojciec El Greca
- Lida Protopsalti – żona Carcadila
- Katerina Chelmi – hiszpańska arystokratka
- Fermí Reixach – don Miguel de las Cuevas
- Roger Coma – Paravicino